# Volejbalový Klub Polície Bratislava
Il Volejbalový klub Polície Bratislava è una società pallavolistica della Slovacchia, con sede nella capitale Bratislava.  Attualmente milita nella massima serie del campionato slovacco.
È una delle società più titolate del paese, in quanto nel suo palmarès, oltre a numerosi titoli nazionali, sono presenti anche una Coppa dei Campioni e una Coppa delle Coppe.

## Storia
La società Sokol ZNB Bratislava nacque a Bratislava, in Cecoslovacchia, nel 1948. Nel 1953 il controllo sovietico sullo stato impose il cambio di denominazione in Cervena Hvezda Bratislava, cioè "Squadra Rossa di Bratislava".

I successi più importanti della squadra sono datati a cavallo tra gli anni settanta e gli anni ottanta. Nel 1978 ottenne la vittoria del campionato, che verrà ripetuto ancora due volte. Nel 1979 arriva il successo più importante: la Coppa dei Campioni è conquistata dopo una finale terminata al tie-break contro i rumeni della Steaua Bucarest. Prima della fine del periodo d'oro conquista anche una Coppa delle Coppe, nel 1981.

Dopo la dissoluzione del blocco orientale, la squadra cambia nuovamente denominazione. Tra il 1990 e il 1992 il nome ufficiale è SKP Bratislava, per poi passare al nome Volejbalovy Klub Polície Bratislava.

Nel neonato campionato slovacco, la squadra della capitale si dimostra subito la dominatrice assoluta: vince consecutivamente i campionati dal 1993 al 1999. L'ultima vittoria è del 2011.

## Palmarès
- Campionato cecoslovacco: 3

1978, 1979, 1981
- Campionato slovacco: 11

1992-93, 1993-94, 1994-95, 1995-96, 1996-97, 1997-98, 1998-99, 2003-04, 2005-06, 2008-09,
 2010-11
- Coppa di Slovacchia: 8

1992-93, 1993-94, 1994-95, 1995-96, 2003-04, 2006-07, 2007-08, 2009-10
- Coppa dei Campioni: 1

1978-79
- Coppa delle Coppe: 1

1980-81